# 芸備線
芸備線（げいびせん）は、岡山県新見市の備中神代駅から広島県広島市の広島駅に至る西日本旅客鉄道（JR西日本）の鉄道路線（地方交通線）である。
中国山地西部の山間を走るローカル線の一つ。線名は、広島市など旧安芸国と、旧備後国を経由して旧備中国を結ぶことに由来する。
狩留家駅 - 広島駅間は「広島シティネットワーク」として広島市の近郊区間に位置づけられており、IC乗車カード「ICOCA」のエリアに含まれる。同区間では2014年から、ラインカラーには「三次の名産ぶどうと、安芸高田市の花として親しまれているアジサイのイメージ」として紫（■）が、路線記号は P が選定されている。一方、車内掲示等で使われる広島エリアの路線図においては備後落合駅 - 狩留家駅間もこのカラーで表現されている。

## 概要
1915年（大正4年）4月に私鉄の芸備鉄道が東広島駅（広島市） - 志和地駅（広島県三次市）間で開業したのが始まり。
備後落合駅で木次線と、備中神代駅で伯備線と接続し、山陽地方側と山陰地方を結ぶ鉄道ネットワークの一部となっている。とはいえ中国自動車道の開通や、山陽新幹線と接続する伯備線の特急列車網の整備などで、陰陽連絡路線のメインルートとは言い難く、現在は、広島市 - 三次市間の都市間輸送や広島市 - 三次市 - 庄原市および新見市 - 庄原市東城町といった広島県北東部沿線の通勤・通学輸送が主体となっている。全線での輸送密度（平均通過人員）は国鉄分割民営化が行われた1987年度には2561人だったが、2019年度には1323人だった。ただし、後節のとおり当路線は区間によって輸送密度（平均通過人員）に大きな差がある。利用が低調な区間については存廃が取り沙汰されている（後述）。
三次駅 - 広島駅間では急行「みよし」が運行されていたが、2007年7月1日のダイヤ改正で廃止され、快速「みよしライナー」へ置き換えられた。
2016年に岡山・福山エリアならびに山陰エリアのラインカラー・路線記号が制定され、同年4月にJR西日本公式サイトの全域路線図へそれらが反映された際には、紫色にPの路線記号の適用区間が、備後落合駅 - 狩留家駅間も含めた芸備線全区間（伯備線での乗り入れ区間の新見駅までは伯備線ラインカラーの緑色との併記）に拡大されている。また、JR西日本岡山支社管内で駅掲示の運賃表を路線記号入りに更新した駅でも同様の対応となっている。その一方で、白木山駅 - 比婆山駅間各駅掲示の時刻表では、当初は路線記号未制定の山口地区各線同様に、路線記号のアルファベットが入らないカラーのみのシンボルを使用していたが、2021年ダイヤ改正時点では路線記号が入ったものに更新されている。また、岡山・福山エリアとしてのラインカラーではないことから、備後落合駅 - 新見駅間では2016年改正時点においては運賃表以外の旅客案内には使用されていなかったが、2020年以降、新見駅での地下連絡通路の1・2番のりばの案内看板の更新時、備後落合駅の各のりばの案内看板の増設時など施設改修時に順次使用され（同様に姫新線のと木次線のも使用）、JR西日本中国統括本部発足後初となる2023年3月18日のダイヤ改正時に、他エリア（京阪神、山陰、広島・山口、JR四国）の路線記号を使用する案内を拡大したことから、岡山・福山エリアでも駅掲示時刻表の見出しと停車駅案内図で本格的に使用されている。
備中神代駅 - 備後落合駅間は総務・運行・現業などが中国統括本部（地域共生・部門間連携・異常時への対応は野馳駅と東城駅を境に岡山県側が岡山支社の、広島県側が広島支社が対応）の直轄、備後落合駅 - 三次駅間は中国統括本部三次鉄道部、三次駅 - 広島駅間は中国統括本部の直轄（地域共生・部門間連携・異常時への対応は広島支社）直轄である。
日本国有鉄道（国鉄）時代は塩町駅が岡山鉄道管理局と広島鉄道管理局の境界で、同駅は岡山局の管内だった。その後、備後落合駅が岡山支社と広島支社の境界（同駅は岡山支社管内）だった。
2022年の組織再編で総務・運行・現業などが中国統括本部に移管された。支社はその傘下で地域共生・部門間連携・異常時への対応を行う形態に縮小され、業務担当が自治体基準に見直されたことから、東城駅 - 備後落合駅間が岡山支社から広島支社に移管されたが、運行・営業面のエリア区分は従前通り備後落合駅を境に岡山・福山（備後）エリアと広島・山口エリアに分けられている（芸備線全区間を含む中国地方全域を対象とする場合は「中国エリア」として区分）。

## 路線データ
- 管轄（事業種別）：西日本旅客鉄道（第一種鉄道事業者）
- 路線距離（営業キロ）：159.1 km
- 軌間：1067 mm
- 駅数：44（起終点駅含む、広島貨物ターミナル駅を除く）
  - 芸備線所属駅に限定した場合、伯備線所属の備中神代駅と山陽本線所属の広島駅が除外され[9]、42駅となる[10]。
- 複線区間：なし（全線単線）
- 電化区間：なし（全線非電化）
- 閉塞方式[11]
  - 広島駅 - 矢賀駅、矢神駅 - 備中神代駅：自動閉塞式
  - 矢賀駅 - 矢神駅：特殊自動閉塞式（軌道回路検知式）
- 列車交換可能駅：18
- 最高速度：85 km/h
- 運転指令所：中国総合指令所広島指令所（岡山支社管内の区間も広島指令所が管轄している）
- 平均通過人員：平均通過人員の節を参照
- IC乗車カード対応区間
  - ICOCAエリア：狩留家駅-広島駅間

## 沿線概況
備中神代駅からは中国山地の谷を高梁川水系の神代川や成羽川に沿って走行する。野馳駅 - 東城駅間の大竹山トンネルで岡山県から広島県に入る。東城駅 - 備後庄原駅間の建設当時は長大トンネルを掘る技術がまだなく、中国山地の山裾を迂回するように路線が敷設されたため、東城駅から備後庄原駅までの距離はおよそ50 kmあるが、道路ならば30 kmほどである。 坂根駅、備後八幡駅や小奴可駅周辺では、かつてたたら吹きが行われていた。道後山駅の少し手前で芸備線の最高所に達し、ここから日本海に注ぐ江の川の水系に入る。次の駅の備後落合駅との標高差は160mもあるため、蛇行しながら25‰の勾配を下っていく。途中で渡る小鳥原第一鉄橋は中国地方で最も高い橋である。備後落合駅と比婆山駅との間は、5.6 kmの間を徐行しつつ15分あまりかけて、木次線方面から下ってきた西城川の渓谷を進む。比婆山駅から田園地帯になっていくが、幾度か狭い谷合を走る。備後庄原駅付近で西城川から離れて、国兼川流域に入ると平地が段々と開けていき、馬洗川を渡って福塩線と合流して塩町駅から馬洗川の左岸を走行し、三次駅に到着する。
三次駅から江の川（広島県内では可愛川）沿いになり、県道の拡張のために経路が変更された上川立駅 - 甲立駅間を走行し、ここで芸備線で最長の郷原トンネルを通過する。向原駅の北側で「泣き別れ」と呼ばれる中央分水界を超えるが、標高214mと比較的低い場所にあり、かつ平地にある。ここからは太田川水系三篠川に沿って中深川駅付近まで進む。中深川駅を過ぎたあたりから周囲が開け、車窓にはニュータウンが見えてくる。下深川駅の先で太田川の左岸を南下し、太田川の右岸を走行する可部線と併走、戸坂駅からは中山地区を通過して（中山地区には1941年まで安芸中山駅が存在した）広島車両所（JR貨物の車両基地）・広島新幹線運転所（博多総合車両所広島支所、山陽新幹線の電留線）の脇をかすめて広島貨物ターミナル駅構内で山陽本線と合流し、広島駅に到着する。矢賀駅 - 広島貨物ターミナル駅間では、新幹線博多総合車両所広島支所と広島駅を結ぶ高架の回送線（電化）、広島車両所と広島貨物ターミナル駅を結ぶ地上の回送線（電化）が並走している。さらに、旧矢賀検修所 - 広島貨物ターミナル駅を結ぶ地上の回送線（電化）も並走していたが、こちらは矢賀検修所の廃止に伴い廃線となり、踏切部分のレールが撤去・舗装され架線も撤去されている。

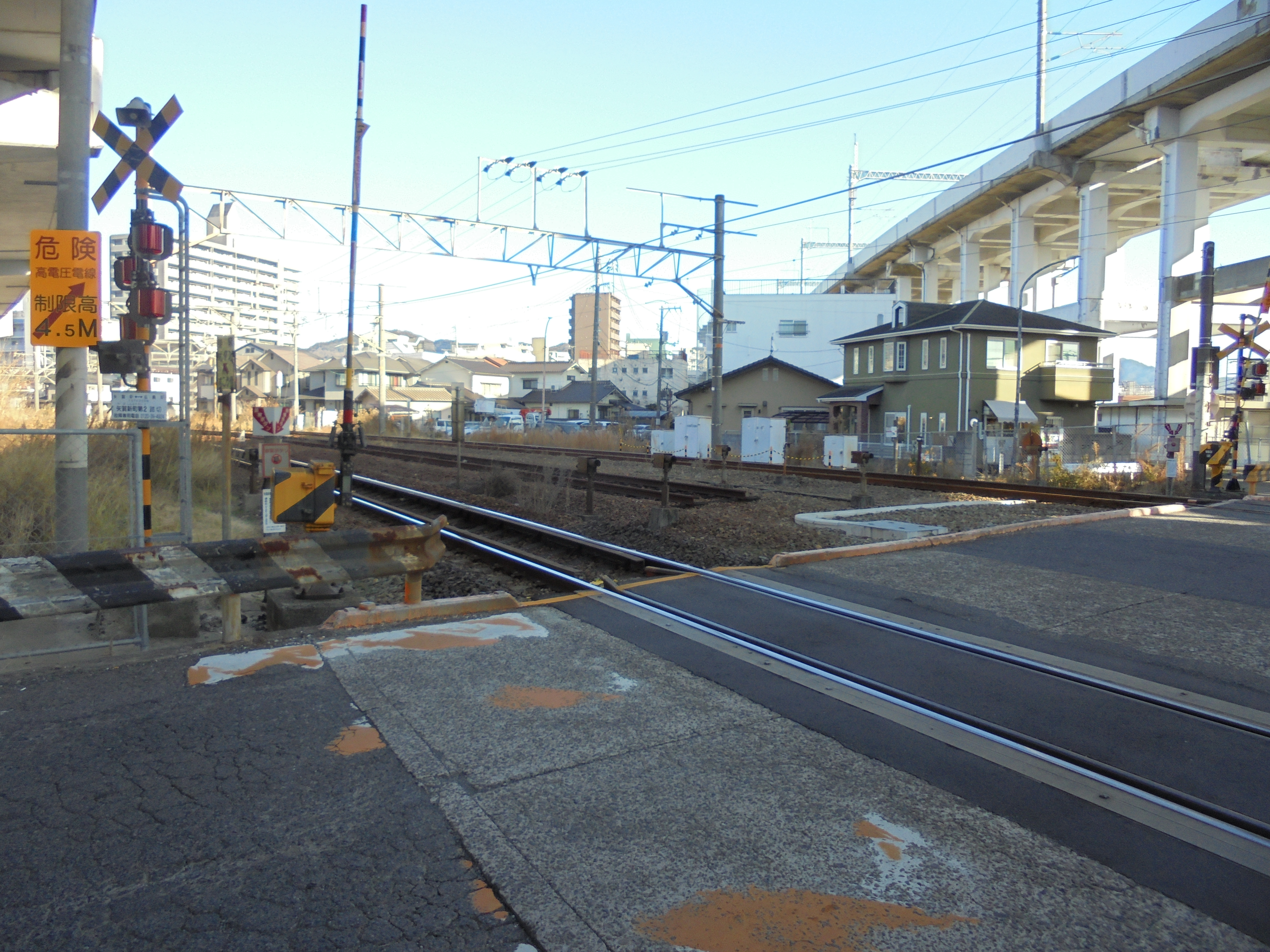
旧矢賀検修所 - 広島貨物ターミナル駅間を結んでいた回送線跡

## 運行形態
2023年3月18日改正時点の運行形態は次の通り。
普通列車・快速列車のみの運転で、全線を通して運転される列車はなく、備後落合駅と三次駅で運転系統が分かれている。なお、広島駅に向かう列車が「下り」となっている。以下の運行形態各節では上り方（広島側）から記述する。
広島駅 - 三次駅間の一部列車を除いて、全線でワンマン運転を行っている。広島駅 - 狩留家駅間はICOCAサービスエリア内につき、車内精算は行わない（都市型ワンマン運転）。

### 広島駅 - 三次駅間
この区間は芸備線の中でも運行本数が多く、広島駅 - 三次駅間で1時間に1本程度が運転されているほか、広島駅 - 下深川駅・狩留家駅（前者は広島市内近郊区間における本数の確保、後者は快速列車通過駅における普通列車の補完）・志和口駅（深夜と早朝のみ）間の区間運転の普通列車も運転されている。芸備線の中で特に利用客数の多い広島駅 - 下深川駅間は快速（広島駅 - 下深川駅は各駅停車）を含めて日中約20 - 30分間隔、下深川駅 - 狩留家駅間は運転間隔は疎ら（最長90分程度）ながらも毎時1 - 2本運転されている一方、狩留家駅以北の快速列車通過駅では日中2時間前後の間隔となっている。
普通列車のほかにも、広島駅 - 下深川駅間の各駅に停車する快速「みよしライナー」が平日は三次駅行き4本・広島駅行き3本、土休日は三次駅行き6本・広島駅行き4本設定されており、所要時間は約1時間20分である。2007年6月までは、広島駅、下深川駅と狩留家駅から三次駅までの各駅に停車する「通勤ライナー 」も3本設定されていた。通勤ライナー設定当時の「みよしライナー」は広島駅 - 狩留家駅間の各駅に停車していたので、いわばみよしライナーとは逆の停車パターンであった。「通勤ライナー 」は2007年7月1日のダイヤ改正で「みよしライナー」に統合されて廃止された。
広島駅発5時台の上り始発列車の1802Dは、備後庄原行きと福塩線府中駅行きを併結して運転していた（三次駅で切り離し。備後庄原駅行きは日曜日・祝日は三次駅までの運転）が、2021年10月2日のダイヤ改正で府中駅行きの併結はなくなって平日も三次駅行きとなり、上り・下りとも三次駅を越えて備後庄原方面や福塩線と直通する定期列車はなくなった。
平成30年7月豪雨災害から全線復旧後の2019年10月26日 - 同年12月8日の間の土曜・日曜・祝日（計15日間）において、快速「みよしライナー」のうち午前の上り1本、夕方の下り1本を備後庄原駅まで延長し、快速「庄原ライナー」として運行した。停車駅は「みよしライナー」と同じであるが、延長区間の三次駅 - 備後庄原駅間はノンストップで設定された。「庄原ライナー」は、上り備後庄原行きのみ翌年以降の秋にも土休日限定で運行されているほか、2023年からは秋に加え、夏休み期間（2023年7月22日 - 8月20日、2024年7月20日 - 8月25日）の土休日にも運行されている。
2025年度の快速「庄原ライナー」は、三次駅 - 備後落合駅間、備後落合駅 - 新見駅間で行われる増便実証実験の一環として、7月19日から11月24日までの土休日に快速「みよしライナー」上り1本を延長する形で広島駅 - 備後落合駅間で運行される予定である。
2020年度の混雑率は72%となっている。広島方面に近づいていくほど列車本数も乗降客も増え、それ以上に混雑している。

### 三次駅 - 備後落合駅間
この区間は三次駅 - 備後落合駅間で普通が上り4本、下り5本と、三次駅 - 備後庄原駅間の普通が上り3本、下り2本（朝の1往復は日曜・祝日運休、午後の1往復は土日・祝日運休）運転されており、曜日によっては5 - 6時間ほど運転されない時間帯がある。以前は日中に第1日曜日に運休する列車が存在した。このほか塩町駅 - 三次駅間には福塩線の列車が乗り入れている。
また臨時列車として、普通列車が日中に三次駅 - 備後西城駅または備後落合駅間で1往復運転されることがある。

### 備後落合駅 - 備中神代駅間
この区間を走る列車はすべて伯備線の新見駅発着で、備中神代駅から芸備線に入る。伯備線の新見駅 - 備中神代駅間の布原駅は芸備線の列車のみが停車するため、運転系統上は芸備線扱いとなっている。新見駅からの列車の半分は東城駅までの運転で、備後落合駅 - 東城駅間は1日わずか3往復の超過疎路線であり、JR西日本管内では最も平均通過人員が少なく2020年度は1日当たり9人しかいない（後節も参照）。新見駅 - 東城駅間の朝の1往復は平日のみの運転である。2005年3月1日のダイヤ改正までは備後落合駅 - 東城駅間が5往復、東城駅 - 新見駅間が7往復であった。
2000年3月11日のダイヤ改正では、土曜日も運転する列車が設定されていた。
この区間では、早朝に1本のみ送り込みを兼ねた新見駅発備後落合駅行きの快速列車が運転されている。この快速は、以前はキハ120形の方向幕に「快速 備後落合」という表示がないため、方向幕には「備後落合」とのみ掲出し、前面窓内側のワンマン灯下に「快速」（白地に赤文字）と記載された種別札を挿入したうえで運転されていたが、現在は方向幕に種別入りの幕が加えられたため、種別札は使用されていない。
2004年夏には臨時快速としてキハ120形を使用した「奥出雲」号が、新見駅 - 木次線出雲坂根駅間で運転された。
2020年4月4日から同年7月31日まで、期間限定で利用促進のための増発が行われ、新見駅発東城駅行きが2本、備後落合駅発新見駅行きと東城駅発新見駅行きが各1本増発され、定期列車の新見駅発東城駅行き1本が備後落合駅行きとして延長運転された。
2022年12月4日には、岡山県にある鉄道保存団体の玉野市電保存会が企画した「守ろう芸備線急行たいしゃくの旅」が催行され、キハ120形を使用した団体臨時列車「急行・リバイバルたいしゃく」が、岡山駅 - 倉敷駅 - 備後落合駅間（伯備線経由）で運転された。この臨時列車に使用された、後藤総合車両所岡山気動車支所所属のキハ120-338の両先頭部には、芸備線で1962年から2002年まで運行されていた準急・急行「たいしゃく」の愛称名が入ったヘッドマークが掲出された。

### 過去の列車
かつては急行「ちどり」「たいしゃく」「みよし」などの優等列車が運行され、1980年代頃までは陰陽連絡線として多くの急行列車で賑わっていた。2007年7月1日に廃止された当線最後の急行「みよし」は、廃止直前時点で三次駅 - 広島駅間に4往復が運転され、当時のJRの急行としては唯一2往復以上運行される列車となっていた。またほかの急行列車が客車や電車、一般形のキハ47形気動車を使用していたことから、急行形気動車のキハ58系で運用される日本で唯一の急行列車となっていた。
国鉄時代は前述の急行列車を含めて1日十数本の運行だったが、広島駅 - 新見駅間を走破する列車も設定されていた。また、最終列車も早く、広島駅発では三次駅行きが21時台、志和口駅行きが22時台だった。これは1987年4月1日時点でも変わらなかった。なお、1980年9月30日までは、岩国駅 - 鳥取駅間（木次線経由）に運行されていた夜行「ちどり」を使って、広島駅を23時50分台に出て志和口駅・三次駅・備後庄原駅などに深夜に到着することができた。
かつての優等列車は、山陽本線や木次線、伯備線、姫新線などと直通で運転されていたが、晩年は芸備線内のみでの運転となっていた。一時期、可部線と直通する普通列車も存在し、臨時列車の急行「江の川」や蒸気機関車（SL）牽引の快速「SLみよし」などは三江線に乗り入れていたが、いずれも現在は運転されていない。

## 使用車両

### 現在の使用車両
全て気動車で運転されている。
- キハ120形
  - 新見駅 - 備後落合駅 - 三次駅間の全列車（塩町駅 - 三次駅間で福塩線から乗り入れる列車を含む）と、三次駅 - 広島駅間の2往復で運用されている。備後落合駅以西では下関総合車両所広島支所所属の車両が、備後落合駅以東では後藤総合車両所岡山気動車支所の車両が使用される。以前はこの車両にはトイレが設置されていなかったが、現在は全ての車両に設置されている。
- キハ40・47形
  - 広島駅 - 三次駅間の大半の列車で運用されている。下関総合車両所新山口支所所属の車両を使用しており、送り込みのため新山口駅 - 広島駅間で回送列車が運転されている。
  - 現在は首都圏色（タラコ色）に塗り替えられ、サボの代わりにLED行先表示器が取り付けられている。

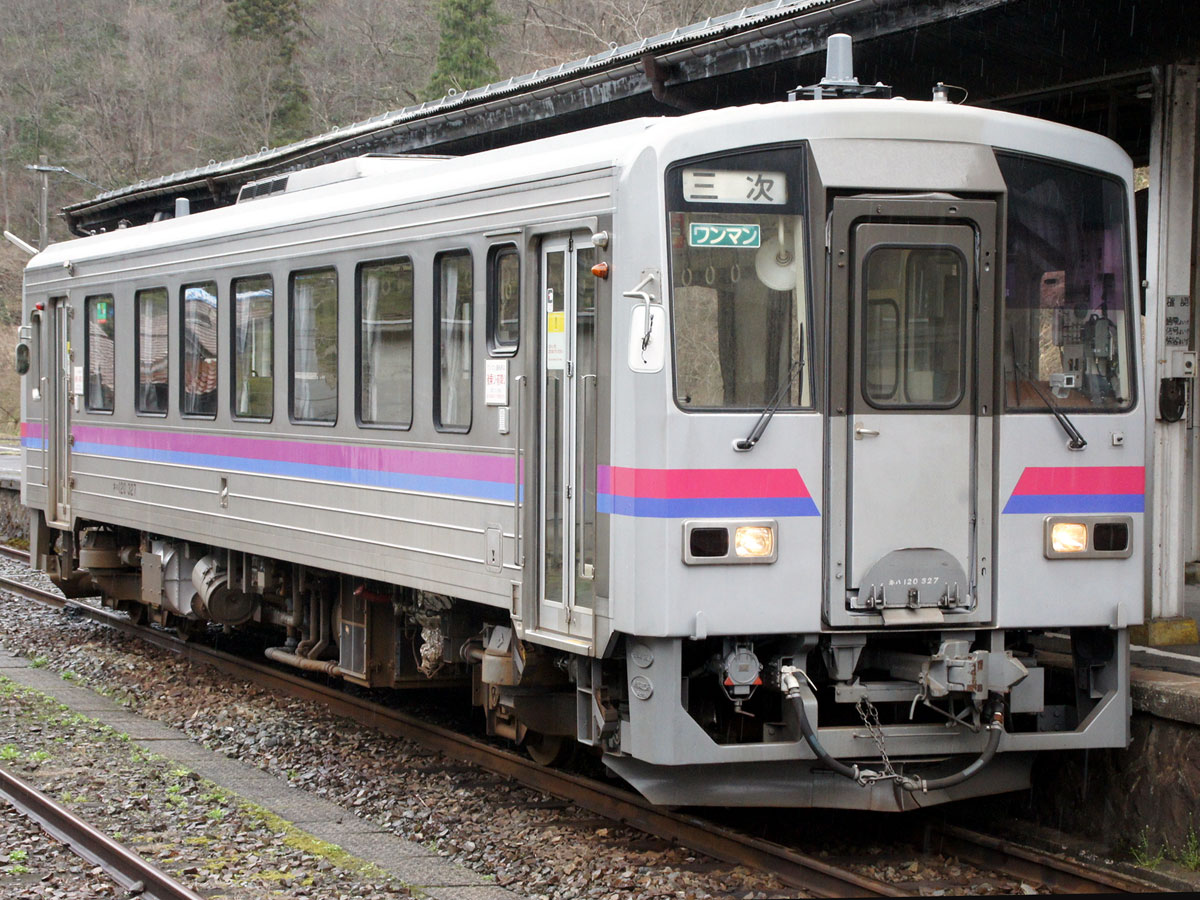
キハ120形
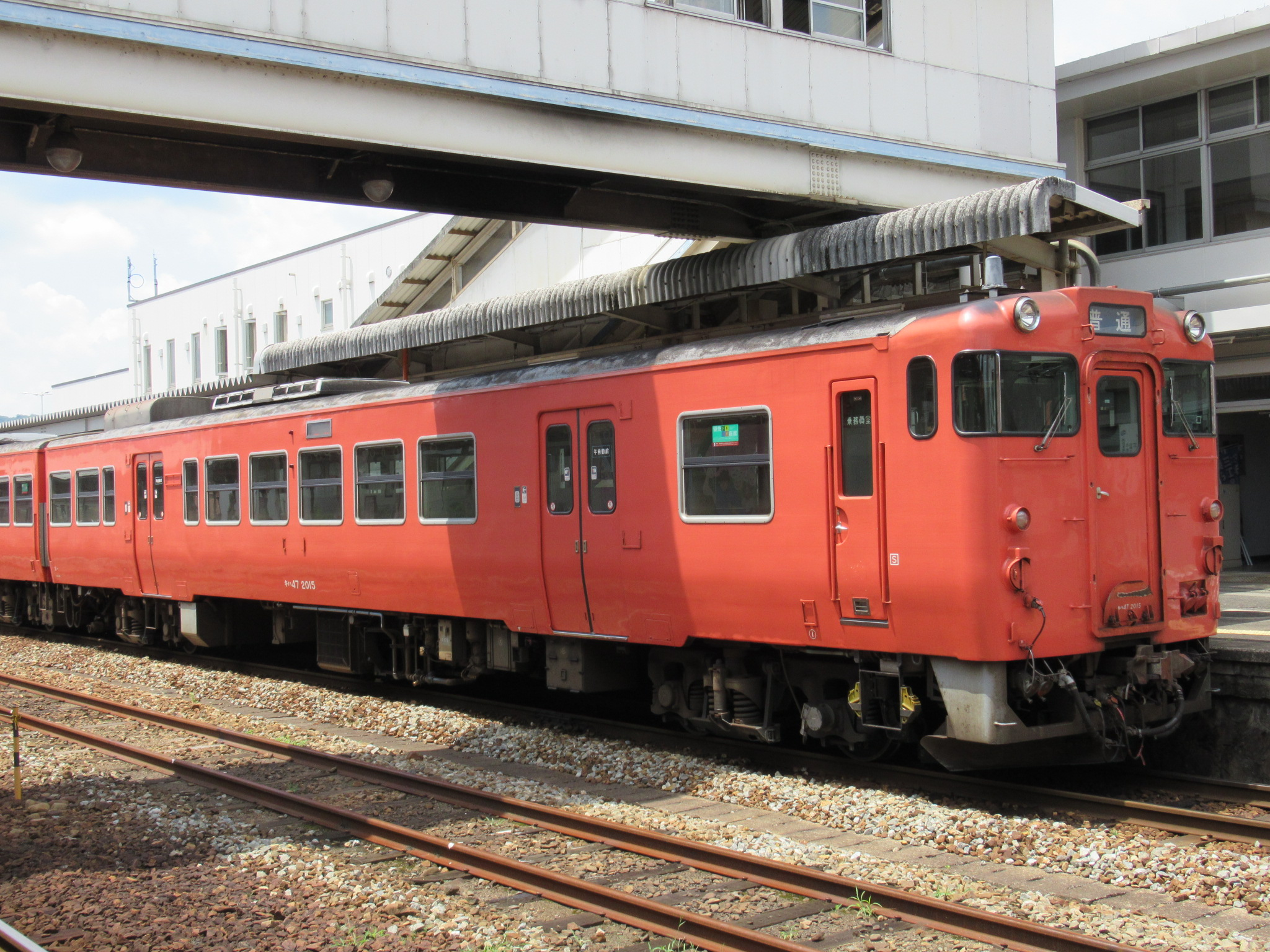
キハ47形

### 過去の使用車両
- 気動車
  - キハ28・58形（急行列車などで運用）
  - キハ55形（急行・準急列車などで運用）
  - キハ23・45形
  - キハ20形
- 客車
  - オハ35系
  - スハフ42形
  - 50系
  - 12系1000番台（芸備線最後の定期客車列車に使用）

- 機関車
  - 8620
  - C11
  - C12
  - C56
  - C58
  - DE10

## 歴史
広島駅 - 備後庄原駅間は芸備鉄道により開業した。備後庄原駅 - 備後落合駅間は国有鉄道（鉄道省）により庄原線として、備後落合駅 - 備中神代駅間は三神線として建設された。広島駅 - 備中神代駅間が全通したのは1936年10月10日で、翌年には芸備鉄道全線が買収され芸備線となった。
第二次世界大戦前後の一時期には、姫新線と一体のダイヤが組まれ、姫路駅 - 津山駅 - 新見駅 - 備後落合駅 - 三次駅 - 広島駅間直通という列車が1日に数往復も設定されていたことがあった。

### 芸備鉄道
- 1910年（明治43年）10月11日：芸備軽便鉄道発起人（佐藤正ほか7名）、鉄道院に広島 - 三次間の軽便鉄道敷設許可を申請[37]。
- 1911年（明治44年）3月2日：鉄道院、芸備軽便鉄道発起人に軽便鉄道敷設免許状を下付（広島 - 三次間、43M58C）[38]。
- 1912年（明治45年）4月30日：芸備軽便鉄道、創立総会を開催。社名を芸備鉄道に変更、取締役社長は和田彦次郎[37]。
- 1913年（大正2年）：下深川停車場（現・広島市）で起工式を挙行[39]。
- 1915年（大正4年）
  - 1月25日：工事中の青河トンネル（志和地駅 - 三次駅間）で天井崩落事故があり、10名が死亡[39]。
  - 4月27日：鉄道院が芸備鉄道に東広島駅 - 志和地駅間の運輸営業開始を許可[40]。
  - 4月28日：東広島駅 - 志和地駅間（36.7 M≒59.06 km）が開業。東広島駅（初代）、矢口駅（現在の安芸矢口駅）、下深川駅、狩留家駅、中三田駅、志和口駅、井原市駅、向原駅、吉田口駅、甲立駅、川立駅（現在の上川立駅）、志和地駅が開業[40]。
  - 5月31日：鉄道院が芸備鉄道に志和地 - 三次間の運輸営業開始を許可[41]。
  - 6月1日：志和地駅 - 三次駅間（4.8 M≒7.72 km）が開業。三次駅（現在の西三次駅）が開業[41]。尾関山公園（現・三次市）で開通式を挙行[37]。
- 1916年（大正5年）4月15日：戸坂停留場、玖村停留場、粟屋停留場が開業[42]。
- 1917年（大正6年）11月5日：鉄道院、芸備鉄道に軽便鉄道敷設免許状を下付（双三郡十日市町 - 比婆郡庄原町間、12M64C）[43]。
- 1920年（大正9年）
  - 7月3日：鉄道院が芸備鉄道に広島駅 - 東広島駅間の貨物運輸営業開始を認可[44]。
  - 7月15日：広島駅 - 東広島駅間（0.4 M≒0.64 km）が貨物線として開業。国鉄広島駅に乗り入れ開始[44]。
- 1921年（大正10年）11月1日：全線で0.1 M（≒0.16 km）短縮[45]。
- 1922年（大正11年）6月7日：三次駅 - 塩町駅間（4.4 M≒7.08 km）が延伸開業。八次駅、塩町駅（初代・現在の神杉駅）が開業。粟屋停留場が廃止[46]。
- 1923年（大正12年）12月8日：塩町駅 - 備後庄原駅間（10.0 M≒16.09 km）が開業。中深川仮停留場、和田村駅（現在の下和知駅）、七塚駅、備後庄原駅が開業[47]。
- 1924年（大正13年）9月20日：山ノ内駅が開業[48]。中深川仮停留場を中深川駅に変更。
- 1925年（大正14年）2月1日：和田村駅が下和知駅に改称[49]。
- 1926年（大正15年）1月21日：広島駅 - 東広島駅間の旅客営業を開始。東広島駅の旅客営業が廃止され、貨物駅になる[50]。
- 1929年（昭和4年）3月20日：矢賀停留場、中山停留場（のちの安芸中山駅）、上深川停留場が開業。瓦斯倫（ガソリン）動力併用[51]
  - 停留場の新設は、並行道路を走るバスとの競合対策で、ガソリン動力併用認可を受けてガソリンカーを導入したことに伴うものである。これらの停留場およびその後に広島駅 - 三次駅間に設置された停留場は、ホームの長さが車両1両分のガソリンカー専用駅で、「飛乗り駅」と呼ばれた[52]。芸備鉄道は、以後1936年に至るまでほぼ毎年のように気動車を大量増備し、停留場の新設や宇品線借り入れ運転などの旅客誘致策にその機動性を活用した（「買収気動車」の項も参照）。
- 1930年（昭和5年）
  - 1月1日：白木山口停留場（現在の白木山駅）、弥谷停留場、三田吉永駅（現在の上三田駅）、十日市駅（現在の三次駅）が開業。
  - 4月1日：営業距離の単位をマイルからメートルに変更（56.2 M→90.7 km）。
  - 4月21日：木戸停留場（のちの備後木戸駅）が開業。
  - 4月22日：田幸停留場（現在の塩町駅）が開業。
  - 4月25日：石ヶ原停留場、小田停留場（のちの安芸小田駅）、長田停留場（のちの下長田駅）、戸島停留場（のちの安芸戸島駅）、下原停留場、三日市駅（現在の備後三日市駅）が開業。
  - 12月13日：旅客運輸営業免許（広島-宇品間）[53]
  - 12月20日：芸備鉄道が宇品線を借り受け同線の旅客営業を開始[54]。
- 1931年（昭和6年）7月15日：青河停留場が開業。
- 1933年（昭和8年）5月19日：ディーゼル動力併用認可[51]
- 1937年（昭和12年）6月30日：鉄道旅客運輸営業廃止（許可）（1930年12月13日免許 広島-宇品間）[55]

### 庄原線
- 1933年（昭和8年）
  - 6月1日：備後十日市駅 - 備後庄原駅間 (21.8 km) が国有化され庄原線となる[56]。十日市駅が備後十日市駅に、木戸駅が備後木戸駅に、三日市駅が備後三日市駅に改称。機関車3両、ガソリンカー3両、客車14両、貨車117両を引き継ぐ[57]。
  - 10月20日：福永臨時停留場が開業。
- 1934年（昭和9年）
  - 1月1日：塩町駅（初代）が神杉駅に、田幸駅が塩町駅（2代目）に改称。
  - 3月15日：備後庄原駅 - 備後西城駅間 (15.3 km) が延伸開業。備後木戸駅と下原駅を廃止。高駅と備後西城駅が開業。
- 1935年（昭和10年）12月20日：備後西城駅 - 備後落合駅間（8.6 km）が延伸開業。備後熊野駅（現在の比婆山駅）と備後落合駅が開業。

### 三神線
- 1930年（昭和5年）
  - 2月10日：国有鉄道三神線 備中神代駅 - 矢神駅間（6.2 M≒9.98 km）が開業。坂根駅と矢神駅が開業。
  - 4月1日：営業距離の単位をマイルからメートルに変更（6.2 M→10.0 km）。
  - 11月25日：矢神駅 - 東城駅間（8.8 km）が延伸開業。野馳駅と東城駅が開業。
- 1935年（昭和10年）6月15日：東城駅 - 小奴可駅間（14.8 km）が延伸開業。備後八幡駅と小奴可駅が開業。
- 1936年（昭和11年）
  - 10月10日：小奴可駅 - 備後落合駅間 (11.0 km）が延伸開業。庄原線（備後落合駅 - 備後十日市駅間）を編入。
  - 11月21日：道後山駅が開業。

### 芸備線
- 1937年（昭和12年）7月1日：芸備鉄道の広島駅 - 備後十日市駅間を国有化[58]、改キロ（-0.1 km）。三神線が旧・芸備鉄道線を編入して芸備線に改称。停留場を駅に変更。川立駅が上川立駅に、戸島停留場が安芸戸島駅に、長田停留場が下長田駅に、三田吉永駅が上三田駅に、白木山口停留場が白木山駅に、矢口駅が安芸矢口駅に、小田停留場が安芸小田駅に、中山停留場が安芸中山駅に改称。向原駅の読み方を「むかいばら」から「むかいはら」へ変更。福永臨時停留場と東広島駅を廃止。
- 1941年（昭和16年）8月10日：青河駅、安芸戸島駅、下長田駅、上三田駅、弥谷駅、白木山駅、上深川駅、安芸小田駅、石ヶ原駅、安芸中山駅、矢賀駅を営業休止。ガソリンカー使用停止による。
- 1942年（昭和17年）10月28日：休止中の矢賀駅が信号場に変更されて矢賀信号場が開設。
- 1943年（昭和18年）4月2日：矢賀信号場が駅に変更されて矢賀駅が開業。
- 1948年（昭和23年）8月10日：上三田駅と上深川駅の営業再開。
- 1952年（昭和27年）2月1日：平子駅が開業。
- 1953年（昭和28年）10月1日：市岡駅が開業。
- 1954年（昭和29年）
  - 11月10日：三次駅（初代）を西三次駅に改称。
  - 12月10日：備後十日市駅が三次駅（2代）に改称。
- 1955年（昭和30年）
  - 7月20日：内名駅が開業。
  - 11月11日：快速「ちどり」が運転開始。
- 1956年（昭和31年）12月20日：備後熊野駅が比婆山駅に改称。
- 1959年（昭和34年）4月13日：快速「ちどり」が準急に格上げ。
- 1962年（昭和37年）3月15日：準急「たいしゃく」が運転開始。
- 1963年（昭和38年）12月5日：白木山駅の営業再開。
- 1966年（昭和41年）3月5日：準急「ちどり」「たいしゃく」が急行に格上げ。
- 1969年（昭和44年）3月1日：東広島駅（2代目・現在の広島貨物ターミナル駅）が開業。東広島 - 広島間の貨物営業廃止。
- 1971年（昭和46年）
  - 3月25日：備中神代駅 - 三次駅を無煙化[59]
  - 12月10日：合理化に伴い7駅を無人駅化（戸坂駅、玖村駅、中深川駅、上深川駅、上三田駅、上川立駅、八次駅）、5駅で貨物取扱を廃止（志和口駅、向原駅、吉田口駅、甲立駅、神杉駅）[60]。
- 1983年（昭和58年）
  - 3月1日：三次駅 - 広島駅間に列車集中制御装置（CTC）を導入[61]。
  - 10月31日：備中神代駅 - 三次駅間に CTC を導入[62]、CTCセンターは備後庄原駅に設置。これにより国鉄の CTC 化8,000 kmを達成。
- 1985年（昭和60年）3月15日：急行「みよし」が運転開始。
- 1986年（昭和61年）11月1日：備中神代駅 - 東広島駅の貨物営業廃止。

### 民営化以降
- 1987年（昭和62年）4月1日：国鉄分割民営化により西日本旅客鉄道（JR西日本）が承継。
- 1991年（平成3年）
  - 4月1日：備後落合駅 - 三次駅間が広島支社の管轄から三次鉄道部の管轄に、備中神代駅 - 備後落合駅間が岡山支社から備中鉄道部の管轄に変更[63]。新見駅 - 三次駅間でワンマン運転開始[63][64]。
  - 11月1日：三次駅 - 広島駅間でワンマン運転開始[63]（全列車の3分の1程度）[65]。
  - 11月10日：東城駅 - 広島駅間でJR四国の2000系気動車が試運転のため入線[66]。
- 1995年（平成7年）
  - 9月1日：新見駅 - 備後落合駅間の全列車がキハ120形気動車になる[67]。
  - 12月22日：東広島駅を広島貨物ターミナル駅に改称。
- 1996年（平成8年）3月16日：三次駅 - 備後落合駅間でキハ120形気動車が運用開始[68]。
- 2001年（平成13年）3月3日：新見駅 - 備後落合駅間で朝の新見始発1本を東城始発に変更、午前の備後落合発新見行きを廃止するなど運転区間・時刻の見直しを実施。休日・第1日曜運休列車が導入され、土曜運転の列車が廃止。
  - それまでは新見発6時の列車に乗れば備後落合で乗り換えて広島駅に午前中に到着でき、逆に広島発6時の始発で三次・備後落合乗り換えで午前中に新見に到着できた。
- 2002年（平成14年）
  - 3月23日：ダイヤ改正で急行「ちどり」「たいしゃく」の運転区間を三次駅 - 広島駅間に、列車名を「みよし」に統一[69]。普通列車では、広島発最終の三次行きを22時半過ぎ、志和口行きを23時半過ぎに繰り下げ。備後落合駅 - 三次駅間で減便し、第1日曜運休列車を導入。朝の備後西城駅 - 三次駅間の列車[注釈 10]と夕方の備後落合駅 - 三次駅間の列車を備後庄原駅 - 三次駅間の運行に変更（これに伴い備後落合発の下り最終が19時過ぎから17時台に繰り上げ）。福塩線直通列車も吉舎発6時台の三次行きと三次発21時半の上下行きをそれぞれ廃止。
    - これにより広島発の始発列車から木次線の午前中の列車、木次線備後落合着の最終から広島駅方面に乗り継げなくなった。

  - 10月5日：狩留家駅 - 広島駅間が広島シティネットワークエリアとなる。
- 2003年（平成15年）10月1日：快速「みよしライナー」が運転開始、既存の快速は「通勤ライナー」に変更。広島駅 - 三次駅間で増発。
- 2006年（平成18年）
  - 4月23日：県道広島三次線を拡幅するため上川立駅 - 甲立駅間が経路変更（これに伴う営業キロの変更はなし）。
  - 7月19日：平成18年7月豪雨の影響により備後落合駅 - 比婆山駅間で土砂流入が発生し、備後落合駅 - 備後西城駅間で運転見合わせ[70][71]。翌20日から不通区間で列車の時刻に合わせてバス代行輸送を実施[70][71]。
- 2007年（平成19年）
  - 4月1日：備後落合駅 - 備後西城駅間で運行再開[71][72]。
  - 7月1日：急行「みよし」と快速「通勤ライナー」が廃止され、快速「みよしライナー」に統合され、停車駅が変更される[73]。
  - 9月1日：狩留家駅 - 広島駅間が「ICOCA」の利用エリアになる[74][75]。
- 2008年（平成20年）
- 6月1日：備中鉄道部が廃止され、備中神代駅 - 備後落合駅間が岡山支社の直轄になる[注釈 11]。
- 2012年（平成24年）3月17日 - 備後落合発5時半の始発列車を6時半に、三次発21時台の備後落合行き最終を19時台にそれぞれ見直し。福塩線直通も三次発20時の府中行きを19時台に、府中発20時台の三次行きを19時台に見直して塩町発22時台の三次行きを廃止。
- 2014年（平成26年）
  - 8月20日：平成26年8月豪雨により広島市で土砂災害が発生。玖村駅 - 安芸矢口駅間での土砂流入により、始発から三次駅 - 広島駅間が運休となる[76]。22日の始発から三次駅 - 広島駅間が運行再開[77]。
- 2017年（平成29年）3月4日：ダイヤ改正により、三次駅 - 広島駅間を平日と土休日で異なるダイヤとする。土休日に快速「みよしライナー」と普通列車を増発[78]。
- 2018年（平成30年）
  - 7月7日：平成30年7月豪雨で、狩留家駅 - 白木山駅間の三篠川にかかる第1三篠川橋りょうが崩落[79][80]。加えて、複数箇所で土砂崩れや路盤流出なども発生。これにより、全線で不通となる。全線復旧まで1年近く要する見込みと発表された[81]。
  - 7月23日：下深川駅 - 広島駅間が運行再開[82]。
  - 8月25日：狩留家駅 - 下深川駅間が運行再開[83]。
  - 8月27日：備中神代駅 - 東城駅間が運行再開[84]。
  - 8月31日：東城駅 - 備後落合駅間が運行再開[84]。
  - 10月4日：備後庄原駅 - 三次駅間が運転再開[85]。
  - 12月20日：備後落合駅 - 備後庄原駅間が運転再開[86]。
- 2019年（平成31年・令和元年）復旧した第1三篠川橋りょう（2020年4月）

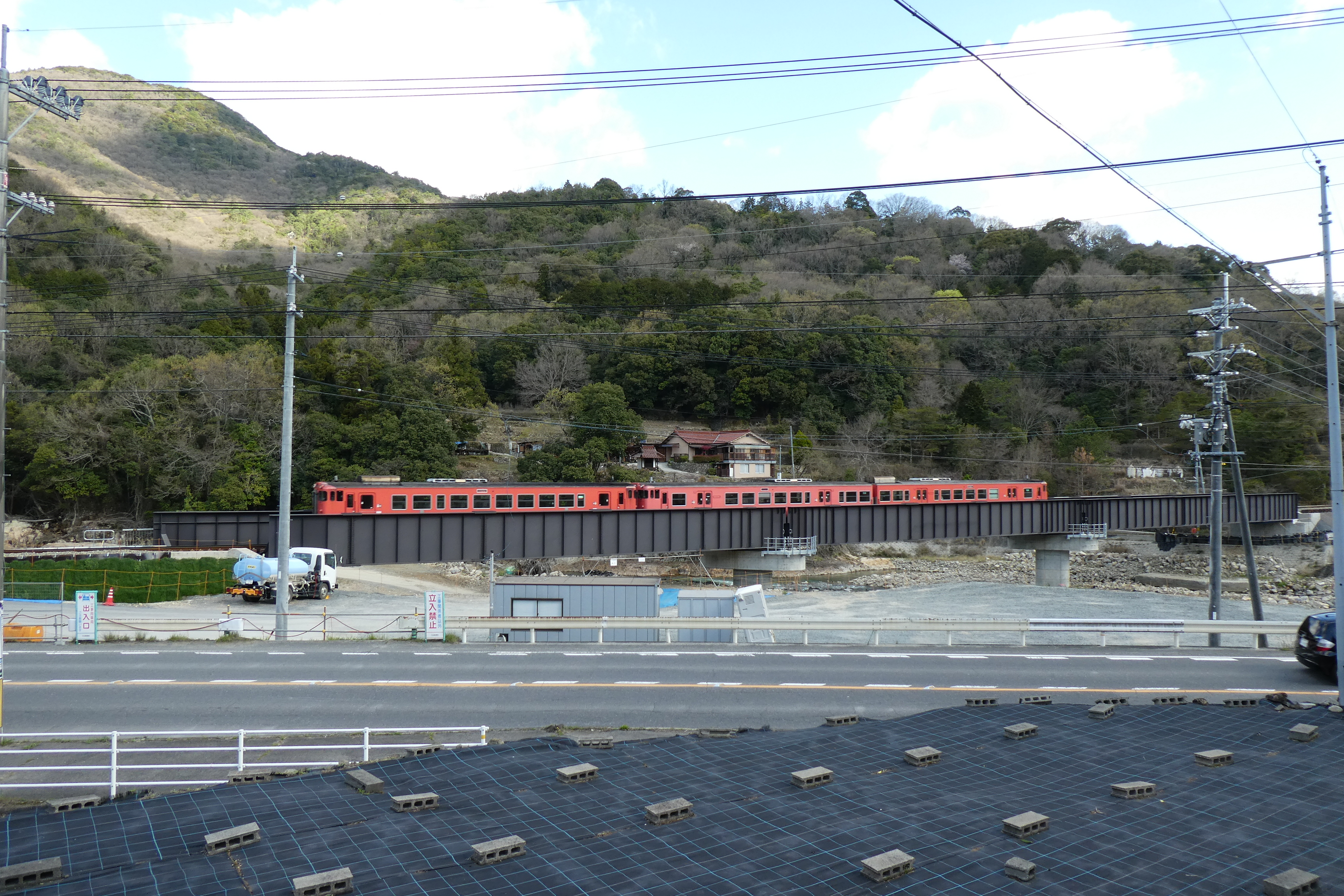
復旧した第1三篠川橋りょう（2020年4月）

  - 4月4日：三次駅 - 中三田駅間が朝・夕の時間帯で暫定的に運転再開（夏季休暇時の7月25日から8月21日までは終日運休していた）[87][88][89]。
  - 10月23日：中三田駅 - 狩留家駅間が復旧。これにより豪雨から1年3か月ぶりに全線で運転が再開した[90][91]。
- 2020年（令和2年）
  - 3月9日：東城駅 - 備後八幡駅間で軌道内に土砂が流入し、新見発備後落合行きの快速列車（キハ120形1両）が乗り上げ脱線・横転した[92]。これにより東城駅 - 備後落合駅間が不通となる。
  - 4月24日：東城駅 - 備後落合駅間が運転再開[93][94]。
  - 7月14日：令和2年7月豪雨の影響で全線で運転見合わせ[95]。備中神代駅 - 東城駅間は20時に運転再開[95]。上三田駅 - 中三田駅間で斜面の崩落などが発生し、東城駅 - 下深川駅間が不通となる[96]。
  - 7月15日：下深川駅 - 広島駅間が運転再開[95]。三次駅に車両が取り残されたため、下深川駅 - 広島駅間は大幅に減便、両数減[97]。
  - 7月16日：東城駅 - 備後落合駅間が運転再開[98]。
  - 7月20日：備後落合駅 - 三次駅間が運転再開[97][注釈 12]。また、この日から下深川駅 - 三次駅間でバス代行輸送を開始。
  - 8月15日：三次駅 - 下深川駅間が運転再開。豪雨から1か月ぶりに全線で運転が再開[99]。
- 2021年（令和3年）3月13日：ダイヤ改正により、広島発最終の三次行きを22時台から21時台、志和口行きを23時台から22時台に繰り上げ。広島発下深川行き上り最終も23時台後半から前半に繰り上げ。
- 2023年（令和5年）
  - 3月23日：備後八幡駅 - 内名駅間で落石が発生し、新見発備後落合行きの普通列車（キハ120形1両）が接触して脱線。これにより東城駅 - 備後落合駅間が不通となる[100][101]。同区間は当面代行バスを運行し、運行再開は5月下旬を目指すとしていた[102]が、調査の結果、落石防止工事などを行うため7月下旬に変更された[103]。
  - 7月29日：全線で運転再開[104]
- 2025年（令和7年）6月1日：芸備線内最後まで残っていた安芸矢口駅の「みどりの窓口」が営業終了。

## 高速化提案
1991年（平成3年）には振子式気動車の投入による高速化が要求されるようになり、同年11月には四国旅客鉄道（JR四国）の特急用気動車である2000系を使用した試運転が東城駅 - 広島駅間で行われた。
2006年（平成18年）には地元経済界による芸備線と木次線の大幅な高速化が提言され、広島支社から本社に対し、広島周辺の一部区間の電化等の要望が挙がっていた。なお、過去にJR西日本管内で行われた整備事業は、ほとんどが地元負担となっている。

## 地元との協議
JR西日本などJR各社は、大都市圏や新幹線で確保した収益により赤字ローカル線を維持する「内部補助」を実施してきたが、コロナ禍により全区間で乗客数が減少し、ローカル線の存廃を本格的に検討するようになった。2021年（令和3年）6月8日、JR西日本は芸備線のうち利用が少ない区間について、課題や他の公共交通機関を含めた地域交通のあり方を協議することを沿線自治体に申し入れた。この時点での対象は庄原市内と新見市内で、初回会合は同年8月5日に開かれた。沿線ではワークショップ開催など利用促進の動きが活発になった。プロ野球広島東洋カープのチームカラーやマスコットをあしらったラッピング列車企画に多額の寄付金が寄せられたほか、広島駅 - 三次駅間の高速化協議も復活した。
ただ、JR西日本は2022年5月11日の第4回会合で、これまでの利用促進策が地元利用の増加に結びついていないことから、「特定の前提を置かずに、将来の地域公共交通の姿についても速やかに議論を開始したい」とし、廃線・バス転換を含めて路線の在り方の協議に入りたいとの意向を示した。これに対し沿線自治体は「検討会は廃線論議の場ではない」として、JR側が求める「前提なき議論」には応じない立場を表明した。沿線自治体側の「協議拒否」を受けて、JR西日本の長谷川一明社長は政府に対し、備中神代駅 - 備後庄原駅間について沿線自治体との「前提なき議論」を開始できるよう相談しており、政府も斉藤鉄夫国土交通大臣が「できるだけ早く、廃止ありき存続ありきといった前提を置かず、利便性と持続可能性の高い地域公共交通を次世代に残していくための話し合いを始めることが重要」としてJR西日本の立場に理解を示し、国も加わる形で当該区間の在り方を協議していきたいとの考えを示している。
その後、国の仲介もあって広島・岡山両県は、廃線もありえる「協議」ではなく、JR西日本から全社および芸備線の経営状況を確認する「ヒアリング」を2023年2月から始めた。あくまで鉄道の存続を求める地元側に対して、JR西日本は内部補助が成立するかや「赤字黒字の話」ではなく、協議対象とJR西日本が位置づけている備中神代駅 - 備後庄原駅間が住民の「足」として役立っておらず、公共交通をどう機能させるかが課題であるとの認識を示している。
2023年8月2日、JR西日本は地域公共交通の活性化及び再生に関する法律に基づく再構築協議会の設置を、国に対し要請することを表明し、同年10月1日に法律が施行されたことを受けて、同月3日に国土交通省に設置を要請した。協議会の設置要請は全国初となる。これにより、国も参加する形で存廃や利用の促進、バスへの転換などの将来像を話し合い、3年以内を目安に存廃の方針をまとめる。

## バス&レール どっちも割きっぷ
三次市では、2021年11月から新型コロナウイルス感染症の感染拡大等の影響を受け、利用者が大幅に減少している芸備線をはじめとした公共交通機関の利用促進を図るため、備北交通・広島電鉄・JR西日本が企画・販売する乗車券「バス&レール どっちも割きっぷ」への支援を実施している。きっぷのセット内容は広島 - 三次間のJRと高速バスの乗車券が各1枚となっている。2022年4月からは三次市内の指定区間の路線バス乗車券もセットされるようになった。以降、2022年10月から、2023年4月から、2023年10月からと使用期限を最長半年として発行され続けている。2023年4月からは当該きっぷの購入者は三次市内の指定区間の路線バス乗車券の代わりに三次市街地ローカルバス市内1日フリー乗車券を200円で購入出来るようになり、2024年4月からは使用期限が最長1年となった。

## 駅一覧
便宜上、備中神代駅側の全列車が直通する伯備線新見駅からの区間を記載する。
- 駅名 … （貨）：貨物専用駅（芸備線の貨物取扱はなし）、広：特定都区市内制度における「広島市内」エリアの駅
- 累計営業キロは備中神代起点。
- 停車駅
  - 普通…すべての駅に停車
  - 快速…●・▼印の駅は停車（▼は下り列車〈広島方面〉のみ停車）、｜・↓印の駅は通過（↓は矢印の方向のみ運転）
    - 新見駅発の快速は早朝下り1本のみ運転
    - 三次駅 - 広島駅間の快速は「みよしライナー」
- 接続路線 … 駅名が異なる場合は⇒印で駅名を記す。
- 線路（全線単線） … ◇・∧：列車交換可能、＊：列車交換可能だが交換時は下り列車のみ客扱い可、｜・＋：列車交換不可（＋：かつては列車交換可能）

| 路線名       | 駅ナンバー                     | 駅名       | 営業キロ | 営業キロ | 快速 | 接続路線・備考                                       | 線路   | 所在地        | 所在地        | 所在地        |
| 路線名       | 駅ナンバー                     | 駅名       | 駅間     | 累計     | 快速 | 接続路線・備考                                       | 線路   | 所在地        | 所在地        | 所在地        |
| ------------ | ------------------------------ | ---------- | -------- | -------- | --- | ---------------------------------------------------- | ------ | ------------- | ------------- | ------------- |
| 伯備線       | -                              | 新見駅     | -        | 6.4      | ▼ | 西日本旅客鉄道： 伯備線（JR-V18・倉敷方面）・ 姫新線 | ◇      | 岡山県 新見市 | 岡山県 新見市 | 岡山県 新見市 |
| 伯備線       | -                              | 布原駅     | 3.9      | 2.5      | ↓ | （芸備線の列車のみ停車）                             | ◇      | 岡山県 新見市 | 岡山県 新見市 | 岡山県 新見市 |
| 伯備線       | -                              | 備中神代駅 | 2.5      | 0.0      | ↓ | 西日本旅客鉄道： 伯備線（伯耆大山方面）              | ｜     | 岡山県 新見市 | 岡山県 新見市 | 岡山県 新見市 |
| 芸備線       | -                              | 備中神代駅 | 2.5      | 0.0      | ↓ | 西日本旅客鉄道： 伯備線（伯耆大山方面）              | ｜     | 岡山県 新見市 | 岡山県 新見市 | 岡山県 新見市 |
| 坂根駅       | -                              | 3.9        | 3.9      | ↓        | | ＋                                                   |        | 岡山県 新見市 | 岡山県 新見市 | 岡山県 新見市 |
| 市岡駅       | -                              | 2.6        | 6.5      | ↓        | | ｜                                                   |        | 岡山県 新見市 | 岡山県 新見市 | 岡山県 新見市 |
| 矢神駅       | -                              | 3.5        | 10.0     | ▼        | | ◇                                                    |        | 岡山県 新見市 | 岡山県 新見市 | 岡山県 新見市 |
| 野馳駅       | -                              | 3.6        | 13.6     | ↓        | | ＋                                                   |        | 岡山県 新見市 | 岡山県 新見市 | 岡山県 新見市 |
| 東城駅       | -                              | 5.2        | 18.8     | ▼        | | ＊                                                   | 広島県 | 庄原市        | 庄原市        |               |
| 備後八幡駅   | -                              | 6.5        | 25.3     | ▼        | | ＋                                                   | 広島県 | 庄原市        | 庄原市        |               |
| 内名駅       | -                              | 3.7        | 29.0     | ▼        | | ｜                                                   | 広島県 | 庄原市        | 庄原市        |               |
| 小奴可駅     | -                              | 4.6        | 33.6     | ▼        | | ＋                                                   | 広島県 | 庄原市        | 庄原市        |               |
| 道後山駅     | -                              | 4.2        | 37.8     | ▼        | | ＋                                                   | 広島県 | 庄原市        | 庄原市        |               |
| 備後落合駅   | -                              | 6.8        | 44.6     | ▼        | 西日本旅客鉄道： 木次線 | ◇                                                    | 広島県 | 庄原市        | 庄原市        |               |
| 比婆山駅     | -                              | 5.6        | 50.2     |          | | ＋                                                   | 広島県 | 庄原市        | 庄原市        |               |
| 備後西城駅   | -                              | 3.0        | 53.2     |          | | ◇                                                    | 広島県 | 庄原市        | 庄原市        |               |
| 平子駅       | -                              | 4.2        | 57.4     |          | | ｜                                                   | 広島県 | 庄原市        | 庄原市        |               |
| 高駅         | -                              | 4.9        | 62.3     |          | | ｜                                                   | 広島県 | 庄原市        | 庄原市        |               |
| 備後庄原駅   | -                              | 6.2        | 68.5     |          | | ◇                                                    | 広島県 | 庄原市        | 庄原市        |               |
| 備後三日市駅 | -                              | 2.0        | 70.5     |          | | ｜                                                   | 広島県 | 庄原市        | 庄原市        |               |
| 七塚駅       | -                              | 1.7        | 72.2     |          | | ｜                                                   | 広島県 | 庄原市        | 庄原市        |               |
| 山ノ内駅     | -                              | 3.0        | 75.2     |          | | ＋                                                   | 広島県 | 庄原市        | 庄原市        |               |
| 下和知駅     | -                              | 4.9        | 80.1     |          | | ＋                                                   | 広島県 | 三次市        | 三次市        |               |
| 塩町駅       | -                              | 3.1        | 83.2     |          | 西日本旅客鉄道： 福塩線 | ◇                                                    | 広島県 | 三次市        | 三次市        |               |
| 神杉駅       | -                              | 1.5        | 84.7     |          | | ◇                                                    | 広島県 | 三次市        | 三次市        |               |
| 八次駅       | -                              | 3.3        | 88.0     |          | | ＋                                                   | 広島県 | 三次市        | 三次市        |               |
| 三次駅       | -                              | 2.3        | 90.3     | ●        | | ◇                                                    | 広島県 | 三次市        | 三次市        |               |
| 西三次駅     | -                              | 1.6        | 91.9     | ｜       | | ◇                                                    | 広島県 | 三次市        | 三次市        |               |
| 志和地駅     | -                              | 7.7        | 99.6     | ｜       | | ◇                                                    | 広島県 | 三次市        | 三次市        |               |
| 上川立駅     | -                              | 2.6        | 102.2    | ｜       | | ＋                                                   | 広島県 | 三次市        | 三次市        |               |
| 甲立駅       | -                              | 4.3        | 106.5    | ●        | | ◇                                                    | 広島県 | 安芸高田市    | 安芸高田市    |               |
| 吉田口駅     | -                              | 3.4        | 109.9    | ｜       | | ◇                                                    | 広島県 | 安芸高田市    | 安芸高田市    |               |
| 向原駅       | -                              | 6.2        | 116.1    | ●        | | ◇                                                    | 広島県 | 安芸高田市    | 安芸高田市    |               |
| 井原市駅 広  | -                              | 5.9        | 122.0    | ｜       | | ＋                                                   | 広島県 | 広島市        | 安佐北区      |               |
| 志和口駅 広  | -                              | 4.0        | 126.0    | ●        | | ◇                                                    | 広島県 | 広島市        | 安佐北区      |               |
| 上三田駅 広  | -                              | 3.5        | 129.5    | ｜       | | ｜                                                   | 広島県 | 広島市        | 安佐北区      |               |
| 中三田駅 広  | -                              | 4.5        | 134.0    | ｜       | | ◇                                                    | 広島県 | 広島市        | 安佐北区      |               |
| 白木山駅 広  | -                              | 2.3        | 136.3    | ｜       | | ｜                                                   | 広島県 | 広島市        | 安佐北区      |               |
| JR-P09       | 狩留家駅 広                    | 2.2        | 138.5    | ｜       | | ◇                                                    | 広島県 | 広島市        | 安佐北区      |               |
| JR-P08       | 上深川駅 広                    | 2.2        | 140.7    | ｜       | | ｜                                                   | 広島県 | 広島市        | 安佐北区      |               |
| JR-P07       | 中深川駅 広                    | 2.8        | 143.5    | ｜       | | ｜                                                   | 広島県 | 広島市        | 安佐北区      |               |
| JR-P06       | 下深川駅 広                    | 1.4        | 144.9    | ●        | | ◇                                                    | 広島県 | 広島市        | 安佐北区      |               |
| JR-P05       | 玖村駅 広                      | 1.9        | 146.8    | ●        | | ｜                                                   | 広島県 | 広島市        | 安佐北区      |               |
| JR-P04       | 安芸矢口駅 広                  | 2.5        | 149.3    | ●        | | ◇                                                    | 広島県 | 広島市        | 安佐北区      |               |
| JR-P03       | 戸坂駅 広                      | 2.8        | 152.1    | ●        | | ｜                                                   | 広島県 | 広島市        | 東区          |               |
| JR-P02       | 矢賀駅 広                      | 4.8        | 156.9    | ●        | | ◇                                                    | 広島県 | 広島市        | 東区          |               |
|              | （（貨）広島貨物ターミナル駅） | 0.6        | 157.5    | ｜       | 山陽本線との分岐点。山陽本線の所属。                                                                                              | ｜                                                   | 広島県 | 広島市        | 南区          |               |
| JR-P01       | 広島駅 広                      | 1.6        | 159.1    | ●        | 西日本旅客鉄道： 山陽新幹線・ 山陽本線（JR-G01・JR-R01）・ 呉線（JR-Y01）・ 可部線（JR-B01） 広島電鉄： 本線 ⇒ 広島駅停留場（M1） | ∧                                                    | 広島県 | 広島市        | 南区          |               |

1. ↑  福塩線の路線の終点は塩町駅だが、列車は三次駅まで乗り入れる。
2. 1 2  呉線の正式な終点は海田市駅、可部線の正式な起点は横川駅だが、運転系統上は両線とも広島駅に乗り入れる。

広島駅・三次駅は直営駅、野馳駅・東城駅・小奴可駅・備後西城駅・備後庄原駅・甲立駅は簡易委託駅（このうち備後庄原駅、甲立駅はPOS端末設置）、その他の駅は無人駅である。

### 廃駅
（ ）内は備中神代駅起点の営業キロ。
- 下原駅：1934年廃止、七塚駅 - 山ノ内駅間（73.7 km）
- 備後木戸駅：1934年廃止、山ノ内駅 - 下和知駅間（78.1 km）
- 粟屋停留場：1922年廃止、西三次駅 - 志和地駅間（94.8 km）
- 青河駅：1941年休止、西三次駅 - 志和地駅間（96.4 km）
- 安芸戸島駅：1941年休止、吉田口駅 - 向原駅間（113.5 km）
- 下長田駅：1941年休止、向原駅 - 井原市駅間（119.5 km）
- 弥谷駅：1941年休止、上三田駅 - 中三田駅間（132.0 km）
- 福永臨時停留場：1937年廃止、中三田駅 - 白木山駅間（136.1 km）
- 安芸小田駅：1941年休止、安芸矢口駅 - 戸坂駅間（150.5 km）
- 石ヶ原駅：1941年休止、戸坂駅 - 矢賀駅間（153.1 km）
- 安芸中山駅：1941年休止、戸坂駅 - 矢賀駅間（155.6 km）
- （貨）東広島駅：1937年廃止、矢賀駅 - 広島駅間（158.5 km）

### 過去の接続路線
- 三次駅：三江線 - 2018年4月1日廃止

## 利用状況・経営状況

### 平均通過人員
各年度の平均通過人員（人/日）は以下のとおりである。
| 年度                   | 平均通過人員（人/日） | 平均通過人員（人/日） | 平均通過人員（人/日） | 平均通過人員（人/日） | 平均通過人員（人/日） | 平均通過人員（人/日） | 平均通過人員（人/日） | 平均通過人員（人/日） | 出典            |
| 年度                   | 全線                  | 備中神代 - 東城       | 東城 - 備後落合       | 備後落合 - 備後庄原   | 備後庄原 - 三次       | 三次 - 狩留家         | 狩留家 - 下深川       | 下深川 - 広島         | 出典            |
| ---------------------- | --------------------- | --------------------- | --------------------- | --------------------- | --------------------- | --------------------- | --------------------- | --------------------- | --------------- |
| 1987年度（昭和62年度） | 2,561                 | 非公表                | 非公表                | 非公表                | 非公表                | 非公表                | 非公表                | 非公表                | [ 利用状況 2 ]  |
| 2013年度（平成25年度） | 1,733                 | 111                   | 8                     | 197                   | 197                   | 1,569                 | 9,168                 | 9,168                 | [ 利用状況 2 ]  |
| 2014年度（平成26年度） | 1,685                 | 84                    | 8                     | 191                   | 191                   | 1,502                 | 8,988                 | 8,988                 | [ 利用状況 3 ]  |
| 2015年度（平成27年度） | 1,702                 | 87                    | 8                     | 216                   | 216                   | 1,503                 | 9,062                 | 9,062                 | [ 利用状況 4 ]  |
| 2016年度（平成28年度） | 1,699                 | 81                    | 9                     | 225                   | 225                   | 1,381                 | 9,306                 | 9,306                 | [ 利用状況 5 ]  |
| 2017年度（平成29年度） | 1,705                 | 86                    | 13                    | 238                   | 238                   | 1,410                 | 9,246                 | 9,246                 | [ 利用状況 6 ]  |
| 2018年度（平成30年度） | 1,341                 | 73                    | 9                     | 196                   | 196                   | 765                   | 8,052                 | 8,052                 | [ 利用状況 7 ]  |
| 2019年度（令和元年度） | 1,323                 | 81                    | 11                    | 215                   | 215                   | 713                   | 7,987                 | 7,987                 | [ 利用状況 8 ]  |
| 2020年度（令和02年度） | 1,140                 | 80                    | 9                     | 63                    | 348                   | 929                   | 929                   | 8,444                 | [ 利用状況 1 ]  |
| 2021年度（令和03年度） | 1,106                 | 80                    | 13                    | 66                    | 312                   | 915                   | 915                   | 8,157                 | [ 利用状況 9 ]  |
| 2022年度（令和04年度） | 1,170                 | 89                    | 20                    | 75                    | 327                   | 988                   | 988                   | 8,529                 | [ 利用状況 10 ] |
| 2023年度（令和05年度） | 1,194                 | 88                    | 20                    | 86                    | 373                   | 998                   | 998                   | 8,676                 | [ 利用状況 11 ] |

### 収支・営業係数
区間ごとの収支（運輸収入、営業費用、営業損益）、営業係数、収支率は以下のとおりである。管理費は除く。▲はマイナス（赤字）を意味する。
| 年度                                       | 収支（億円） | 収支（億円） | 収支（億円） | 営業 係数 （円） | 収支率 | 出典           |
| 年度                                       | 運輸 収入    | 営業 費用    | 営業 損益    | 営業 係数 （円） | 収支率 | 出典           |
| ------------------------------------------ | ------------ | ------------ | ------------ | ---------------- | ------ | -------------- |
| 2017 - 2019年度（平成29 - 令和元年度）平均 | 0.1          | 2.1          | ▲2.0         | 4,129            | 2.4%   | [ 経営状況 1 ] |
| 2018 - 2020年度（平成30 - 令和2年度）平均  | 0.05         | 1.9          | ▲1.8         | 3,994            | 2.5%   | [ 経営状況 1 ] |
| 2019 - 2021年度（令和元 - 3年度）平均      | 0.05         | 1.9          | ▲1.8         | 3,858            | 2.6%   | [ 経営状況 2 ] |
| 2020 - 2022年度（令和2 - 4年度）平均       | 0.1          | 1.7          | ▲1.6         | 3,181            | 3.1%   | [ 経営状況 3 ] |
| 2021 - 2023年度（令和3 - 5年度）平均       | 0.1          | 1.7          | ▲1.6         | 2,843            | 3.5%   | [ 経営状況 4 ] |

| 年度                                       | 収支（億円） | 収支（億円） | 収支（億円） | 営業 係数 （円） | 収支率 | 出典           |
| 年度                                       | 運輸 収入    | 営業 費用    | 営業 損益    | 営業 係数 （円） | 収支率 | 出典           |
| ------------------------------------------ | ------------ | ------------ | ------------ | ---------------- | ------ | -------------- |
| 2017 - 2019年度（平成29 - 令和元年度）平均 | 0.01         | 2.6          | ▲2.6         | 25,416           | 0.4%   | [ 経営状況 1 ] |
| 2018 - 2020年度（平成30 - 令和2年度）平均  | 0.01         | 2.2          | ▲2.2         | 26,906           | 0.4%   | [ 経営状況 1 ] |
| 2019 - 2021年度（令和元 - 3年度）平均      | 0.01         | 2.3          | ▲2.3         | 23,687           | 0.4%   | [ 経営状況 2 ] |
| 2020 - 2022年度（令和2 - 4年度）平均       | 0.01         | 2.0          | ▲2.0         | 15,516           | 0.6%   | [ 経営状況 3 ] |
| 2021 - 2023年度（令和3 - 5年度）平均       | 0.02         | 2.0          | ▲2.0         | 11,766           | 0.8%   | [ 経営状況 4 ] |

| 年度                                       | 収支（億円） | 収支（億円） | 収支（億円） | 営業 係数 （円） | 収支率 | 出典           |
| 年度                                       | 運輸 収入    | 営業 費用    | 営業 損益    | 営業 係数 （円） | 収支率 | 出典           |
| ------------------------------------------ | ------------ | ------------ | ------------ | ---------------- | ------ | -------------- |
| 2017 - 2019年度（平成29 - 令和元年度）平均 | 0.1          | 2.7          | ▲2.6         | 4,127            | 2.4%   | [ 経営状況 1 ] |
| 2018 - 2020年度（平成30 - 令和2年度）平均  | 0.1          | 2.8          | ▲2.8         | 5,260            | 1.9%   | [ 経営状況 1 ] |
| 2019 - 2021年度（令和元 - 3年度）平均      | 0.1          | 2.7          | ▲2.7         | 4,702            | 2.1%   | [ 経営状況 2 ] |
| 2020 - 2022年度（令和2 - 4年度）平均       | 0.1          | 2.4          | ▲2.3         | 3,777            | 2.6%   | [ 経営状況 3 ] |
| 2021 - 2023年度（令和3 - 5年度）平均       | 0.1          | 2.2          | ▲2.1         | 2,978            | 3.4%   | [ 経営状況 4 ] |

| 年度                                       | 収支（億円） | 収支（億円） | 収支（億円） | 営業 係数 （円） | 収支率 | 出典           |
| 年度                                       | 運輸 収入    | 営業 費用    | 営業 損益    | 営業 係数 （円） | 収支率 | 出典           |
| ------------------------------------------ | ------------ | ------------ | ------------ | ---------------- | ------ | -------------- |
| 2017 - 2019年度（平成29 - 令和元年度）平均 | 0.3          | 2.9          | ▲2.5         | 871              | 11.5%  | [ 経営状況 1 ] |
| 2018 - 2020年度（平成30 - 令和2年度）平均  | 0.3          | 3.0          | ▲2.8         | 1,052            | 9.5%   | [ 経営状況 1 ] |
| 2019 - 2021年度（令和元 - 3年度）平均      | 0.3          | 2.9          | ▲2.7         | 1,035            | 9.7%   | [ 経営状況 2 ] |
| 2020 - 2022年度（令和2 - 4年度）平均       | 0.3          | 2.6          | ▲2.3         | 958              | 10.4%  | [ 経営状況 3 ] |
| 2021 - 2023年度（令和3 - 5年度）平均       | 0.3          | 2.5          | ▲2.2         | 832              | 12.0%  | [ 経営状況 4 ] |

| 年度                                       | 収支（億円） | 収支（億円） | 収支（億円） | 営業 係数 （円） | 収支率 | 出典           |
| 年度                                       | 運輸 収入    | 営業 費用    | 営業 損益    | 営業 係数 （円） | 収支率 | 出典           |
| ------------------------------------------ | ------------ | ------------ | ------------ | ---------------- | ------ | -------------- |
| 2017 - 2019年度（平成29 - 令和元年度）平均 | 2.3          | 15.5         | ▲13.2        | 671              | 14.9%  | [ 経営状況 1 ] |
| 2018 - 2020年度（平成30 - 令和2年度）平均  | 1.7          | 14.7         | ▲13.0        | 854              | 11.7%  | [ 経営状況 1 ] |
| 2019 - 2021年度（令和元 - 3年度）平均      | 1.7          | 16.0         | ▲14.3        | 946              | 10.6%  | [ 経営状況 2 ] |
| 2020 - 2022年度（令和2 - 4年度）平均       | 1.7          | 15.5         | ▲13.8        | 888              | 11.3%  | [ 経営状況 3 ] |
| 2021 - 2023年度（令和3 - 5年度）平均       | 1.9          | 16.0         | ▲14.1        | 854              | 11.7%  | [ 経営状況 4 ] |

| 年度                   | 収支（億円） | 収支（億円） | 収支（億円） | 営業 係数 （円） | 出典    |
| 年度                   | 営業 収益    | 営業 費用    | 営業 損益    | 営業 係数 （円） | 出典    |
| ---------------------- | ------------ | ------------ | ------------ | ---------------- | ------- |
| 2019年度（令和元年度） | 5.9          | 7.3          | ▲1.4         | 124              | [ 119 ] |